# Ducula
Ducula is een geslacht van vogels uit de familie van de duiven (Columbidae). De wetenschappelijke naam van het geslacht is voor het eerst geldig gepubliceerd in 1836 door Brian Houghton Hodgson

## Indeling
De volgende 42 soorten zijn bij het geslacht ingedeeld:
- Ducula aenea  – Groene muskaatduif
- Ducula aurorae  – Tahitiaanse muskaatduif
- Ducula badia  – Indische muskaatduif
- Ducula bakeri  – Bakers muskaatduif
- Ducula basilica  – Molukse muskaatduif
- Ducula bicolor  – Bonte muskaatduif
- Ducula brenchleyi  – Brenchleys muskaatduif
- Ducula carola  – Hoefijzermuskaatduif
- Ducula chalconota  – Bronsrugmuskaatduif
- Ducula cineracea  – Timormuskaatduif
- Ducula concinna  – Grijze muskaatduif
- Ducula cuprea  – Malabarmuskaatduif
- Ducula finschii  – Finsch' muskaatduif
- Ducula forsteni  – Sulawesimuskaatduif
- Ducula galeata  – Nuku-Hivamuskaatduif
- Ducula geelvinkiana  – Geelvinkmuskaatduif
- Ducula goliath  – Reuzenmuskaatduif
- Ducula lacernulata  – Javaanse muskaatduif
- Ducula latrans  – Peales muskaatduif
- Ducula luctuosa  – Witte muskaatduif
- Ducula melanochroa  – Zwarte muskaatduif
- Ducula mindorensis  – Mindoromuskaatduif
- Ducula mullerii  – Zwartkraagmuskaatduif
- Ducula myristicivora  – Zwartknobbelmuskaatduif
- Ducula neglecta  – Cerammuskaatduif
- Ducula nicobarica  – Nicobarenmuskaatduif
- Ducula oceanica  – Micronesische muskaatduif
- Ducula oenothorax  – Engganomuskaatduif
- Ducula pacifica  – Pacifische muskaatduif
- Ducula perspicillata  – Brilmuskaatduif
- Ducula pickeringii  – Pickerings muskaatduif
- Ducula pinon  – Pinons muskaatduif
- Ducula pistrinaria  – Koningsmuskaatduif
- Ducula poliocephala  – Filipijnse muskaatduif
- Ducula radiata  – Kleine muskaatduif
- Ducula rosacea  – Roze muskaatduif
- Ducula rubricera  – Roodknobbelmuskaatduif
- Ducula rufigaster  – Rode muskaatduif
- Ducula spilorrhoa  – Australische muskaatduif
- Ducula subflavescens  – Bismarckmuskaatduif
- Ducula whartoni  – Whartons muskaatduif
- Ducula zoeae  – Halsbandmuskaatduif